# Dinoponera lucida
Dinoponera lucida (лат.) — вид крупных муравьёв из подсемейства понерины (Ponerinae); длина рабочих особей достигает 3 см. Найден только в Южной Америке, эндемик юго-восточной Бразилии (штаты Эспириту-Санту, Баия, Минас-Жерайс и Сан-Паулу). Имеет самый крупный среди всех перепончатокрылых насекомых диплоидный набор хромосом (2n=120). Включён в список редких и исчезающих животных Бразилии.

## Описание

### Строение
Рабочие муравьи — крупного размера, чёрного цвета, длиной около 3 см. Передние углы пронотума зубчатые. Усики состоят из 12 члеников. Скапус усиков длиннее, чем ширина головы. Гулярная поверхность головы тонко бороздчата по всей длине или, по крайней мере, на передней своей половине; очень редко бороздки ограничены узкой полосой вдоль передней границы и малозаметные. Бока головы гладкие, не совсем блестящие, но с шелковистым блеском благодаря поверхностной сетчатой микроскульптуре. Передне-нижний угол переднеспинки зубчатый. Диск переднеспинки гладкий и блестящий, без морщинок. Опушение тела варьирует от слабого до обильного и длинного. Петиоль и брюшко гладкие и блестящие.
Длина тела рабочих муравьёв варьирует от 27 до 30 мм; длина головы (HL) — от 4,92 до 5,64 мм; ширина головы (HW) — от 5,02 до 5,13 мм; длина скапуса усика (SL) — от 5,23 до 5,64 мм.
Самцы двуцветные: их голова, мезосома и петиоль коричневые; скапус, педицель, мандибулы, верхняя губа, нижняя челюсть, нижняя губа, ноги и брюшко — ржаво-бурые; жгутик в основном тёмно-коричневый. Поверхность тела гладкая и блестящая, может переливаться разными цветами в зависимости от используемого источника света и угла его направления. В переднем крыле самцов есть птеростигма, развиты жилки костальная, радиальная, медиальная, кубитальная, анальная и другие. Поперечная кубитально-анальная жилка удалена от основания крыла. Заднее крыло с югальной лопастью и несколькими жилками, которые не достигают переднего края. Тело самцов покрыто обильными волосками жёлтого цвета.

### Биология
Семьи малочисленные (от 22 до 106 муравьёв в гнезде, в среднем около 100 особей), состоят из бескрылых рабочих и крылатых самцов, морфологическая каста маток отсутствует. Функциональную роль яйцекладущей самки выполняет альфа-рабочий (гамэргат, главенство которого определяется анатомически и в результате агонистических взаимодействий).
Хищники или всеядные (транспортируют в гнездо как мёртвых, так и живых беспозвоночных, а также семена), обитающие в подстилочном слое в вечнозелёных лесах. Гнёзда имеют всего несколько камер (от 3 до 7), располагаются в среднем на глубине 35 см (от 16 до 65 см) и в полуметре от основания деревьев. Вход в гнездо имеет отверстие диаметром около 3 см. Плотность размещения составляет 20—52 муравейника на один гектар лесной площади.
Разделение труда между рабочими зависит от их индивидуального возраста (возрастного полиэтизма) и было организовано в двух группах: рабочие, ухаживающие за расплодом (няньки) и фуражиры (охота и сбор корма). Анализ сперматеки показал, что на каждую колонию (моногиния) приходится единственный гамергат (рабочий, у которого развиты яичники и функционирует сперматека, способный спариваться и откладывать оплодотворённые яйца). Агонистические взаимодействия включали в себя специализированное поведение, такое как: укус верхними челюстями, подёргивание брюшка, активное прикосновение усиками (антеннальный бокс) и иммобилизация. Эти взаимодействия наблюдались, как правило, с низкой частотой и чаще в муравейниках без гамергата. В колониях с гамергатом он сам не участвует в агонистических взаимодействиях.
Кутикулярные углеводороды, используемые в распознавании сородичей по гнезду, продуцируются эпидермальными железами, которые были обнаружены в 2009 году (Serrão et al., 2009) в эпидермисе абдоминальных склеритов Dinoponera lucida.
Вид Dinoponera lucida стал первым представителем рода Dinoponera, у которого в антеннах обнаружены экзокринные железы, секретирующие белки и полисахариды. Два типа этих желёз найдены во всех его антенномерах (А2—А12), кроме скапуса (А1); они несут сенсиллы шести разновидностей (трихоидные, хетикоидные, кампаниевидные, базиконические, плакоидные и целоконические).
Среди паразитов отмечены мухи-горбатки (Diptera: Phoridae). Эти мелкие мухи атакуют рабочих муравьёв и откладывают яйца на их хитиновый покров (Disney et al. 2015). В Бразилии на научной станции в штате Эспириту-Санту (Aracruz, David Farina Park, 19°55′54″ ю. ш. 40°07′41″ з. д.) были собраны мухи Apocephalus exlucida и два неописанных вида форид из рода Megaselia, летающих над рабочими муравьями Dinoponera lucida и нападавших на них. Также известны случаи паразитической ассоциации хальцидоидных наездников рода Kapala (Eucharitidae) с муравьями Dinoponera lucida.

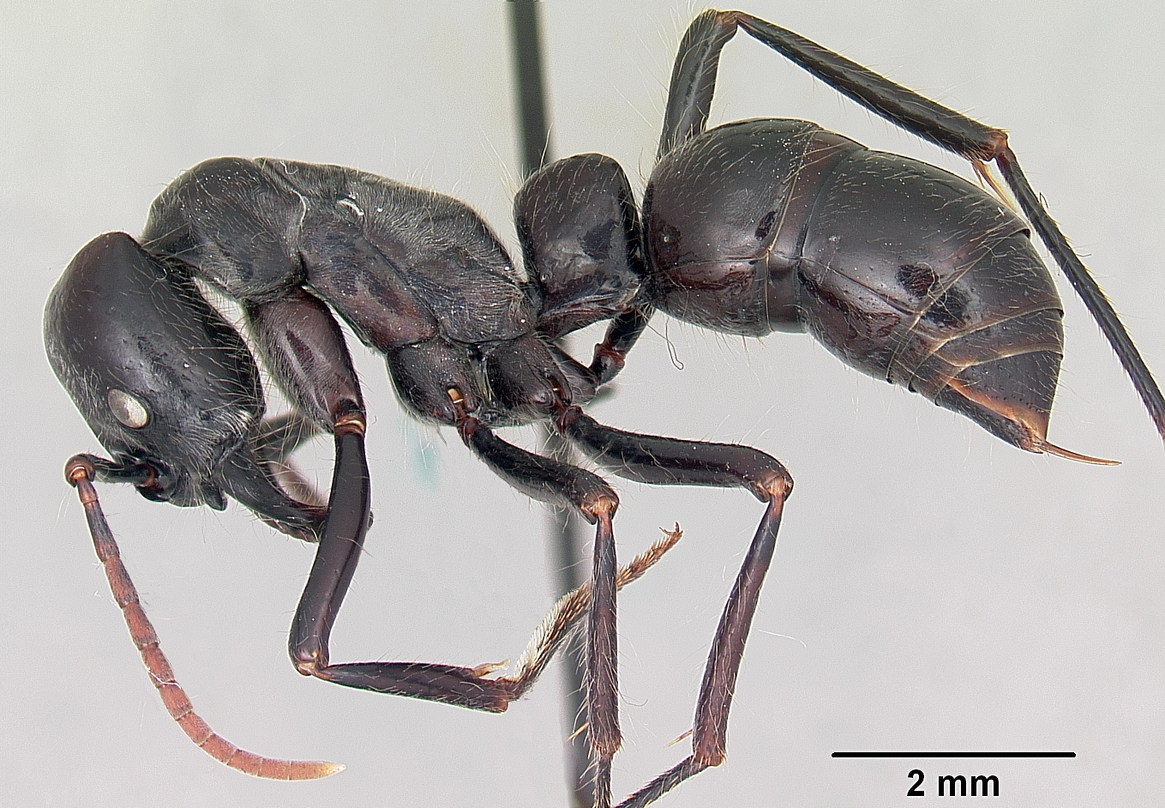
Вид в профиль
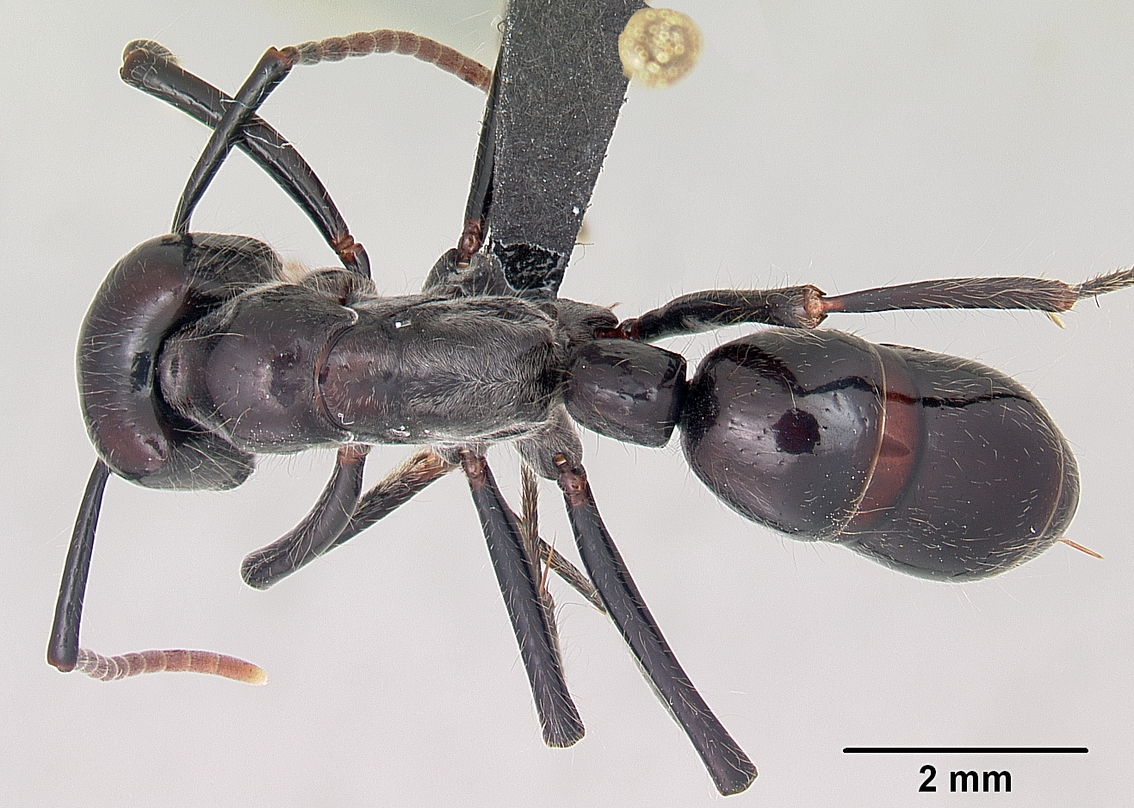
Вид сверху

## Генетика
Диплоидный набор хромосом 2n = 106, 116, 118, 120, что является рекордным показателем среди муравьёв и всего отряда перепончатокрылых насекомых в целом. Формула кариотипа 88A+18M (2n = 106).

## Классификация
Вид был впервые описан в 1901 году по рабочим муравьям итальянским мирмекологом Карлом Эмери (Carlo Emery, 1848—1925) под названием Dinoponera grandis subsp. lucida Emery, 1901 по материалам из Бразилии в ранге подвида таксона Dinoponera grandis. До видового статуса был повышен в 1971 году американским энтомологом и монахом-францисканцем Вальтером Кемпфом (Walter W. Kempf, 1920—1976). Валидный статус был подтверждён в ходе родовой ревизии, проведённой в 2013 году (Lenhart et al., 2013). Самцы Dinoponera lucida были впервые описаны спустя более века после открытия таксона: только в 2017 году.
От близких видов (Dinoponera australis и Dinoponera gigantea) отличается блестящей и гладкой поверхностью (с голубоватым отблеском) головы, боковых частей петиоля и первого и второго тергитов брюшка.

## Распространение
Южная Америка. Эндемик юго-восточной Бразилии, встречается в атлантических лесах в штатах Баия, Эспириту-Санту, Минас-Жерайс и Сан-Паулу. Большинство находок этого вида сделано в штатах Эспириту-Санту и в южных частях штатов Баия и Сан-Паулу. Самая северное обнаружение зафиксировано в Ilheus (Баия), а самая южная находка обнаружена в Cruzeiro (São Paulo, это единственная серия из Сан-Пауло была сделана В. Кемпфом и указана в его оригинальном описании 1971 года). Возможно также обнаружение D. lucida в штате Рио-де-Жанейро, но до сих пор такие находки не фиксировались мирмекологами. По данным Мариано с соавторами (Mariano et al., 2008), вид D. lucida — единственный представитель Dinoponera, не пересекающийся в своём ареале с другими видами своего рода.